# Vía RD-3
La vía RD-3 es una de las carreteras troncales del sistema vial de la República Dominicana. Se divide en diferentes secciones, cada una conocida con un nombre particular: Av. 27 de Febrero, autopista Las Américas, autovía del Este y autopista del Coral.
Esta vía da servicio a la región Este, conectándola con la capital. Es una ruta importante para el turismo, ya que conecta a Santo Domingo con el Aeropuerto Internacional Las Américas y con las zonas turísticas de Juan Dolio, La Romana, Bayahibe y Bávaro-Punta Cana. Es también la ruta que conecta con el Puerto Multimodal Caucedo, uno de los más importantes del país. Igualmente conecta con el Aeropuerto Internacional de La Romana y el Aeropuerto Internacional de Punta Cana, cerca del cual termina.

## Av. 27 de Febrero
La vía RD-3 comienza su recorrido en la ciudad de Santo Domingo, concretamente en la plaza de la Bandera. De ahí, atraviesa el Distrito Nacional en dirección este hasta el río Ozama, hacia los puentes Juan Pablo Duarte y Juan Bosch.
Es una de las arterías principales de la ciudad y conecta con otras avenidas importantes. Recorre unos 11 km hasta llegar al Ozama. Recibe su nombre por la fecha de la Independencia Nacional dominicana, acaecida el 27 de febrero de 1844.
| Ensanches                         | km   | Conexión                                          | Carril expreso  |
| --------------------------------- | ---- | ------------------------------------------------- | --------------- |
| Restauradores Renacimiento        | 0    | Av. Gregorio Luperón y Prolongación 27 de Febrero |                 |
| El Millón Mirador Norte           | 2    | Av. Núñez de Cáceres                              | túnel           |
| Quisqueya Bella Vista             | 2.7  | Av. Dr. Defilló                                   | túnel           |
| Evaristo Morales Bella Vista      | 4    | Av. Winston Churchill                             | túnel           |
| Piantini La Julia                 | 5    | Av. Abraham Lincoln                               | túnel           |
| Naco La Esperilla                 | 5.9  | Av. Tiradentes                                    | túnel           |
| Naco Centro Olímpico La Esperilla | 6.5  | Av. Ortega y Gasset                               | túnel y elevado |
| Centro Olímpico Miraflores        | 7    | Av. Máximo Gómez                                  | túnel           |
| Miraflores                        | 7.7  | Expreso 27 de Febrero                             | elevado         |
| Miraflores                        | 7.9  | Av. Leopoldo Navarro                              | elevado         |
| San Juan Bosco                    | 8.7  | Av. Dr. Delgado                                   | elevado         |
| Villa Francisca                   | 9.4  | bifurcación Expreso 27 de Febrero                 | elevado         |
| Villa Francisca                   | 10.5 | bifurcación Expreso 27 de Febrero                 | elevado         |
|                                   | 10.7 | Puentes Juan Pablo Duarte y Juan Bosh             |                 |
| 11                                |      | Puentes Juan Pablo Duarte y Juan Bosh             |                 |

## Autopista Las Américas
Al salir del Distrito Nacional, RD-3 se adentra en Santo Domingo Este, donde se convierte en la autopista Las Américas. Recorre 3 km al este, gira al sureste por 3.5 km y luego se mantiene hacia el este bordeando el mar Caribe por 13.5 km más hasta llegar a punta Caucedo. En el km 32 se convierte en la autovía del Este.
Conecta los municipios de Santo Domingo, Santo Domingo Este y Boca Chica. Cuenta con un peaje en el km 22 inaugurado en agosto de 1999. Es la vía principal para acceder al Aeropuerto Internacional Las Américas y al Puerto Multimodal Caucedo.
| Municipio o Distrito | km | Conexión o Salida                                                 |
| -------------------- | -- | ----------------------------------------------------------------- |
| Santo Domingo Este   | 0  | Puentes Juan Pablo Duarte y Juan Bosch                            |
| Santo Domingo Este   | 1  | túnel Expreso Las Américas                                        |
| Santo Domingo Este   | 3  | Av. San Vicente de Paúl                                           |
| Santo Domingo Este   | 6  | Av. España y Av. Charles de Gaulle                                |
| Santo Domingo Este   | 12 | Av. Hipódromo                                                     |
| Santo Domingo Este   | 18 | salida a Circunvalación de Santo Domingo y carretera de Samaná    |
| La Caleta            | 22 | peaje Las Américas                                                |
| La Caleta            | 23 | salida al Aeropuerto Internacional Las Américas                   |
| La Caleta            | 25 | Av. Panamericana                                                  |
| La Caleta            | 26 | acceso al Puerto Multimodal Caucedo                               |
| Boca Chica           | 31 | salida a Boca Chica por Av. Caracoles                             |
| Boca Chica           | 32 | salida a Boca Chica por calle Duarte y carretera Jubey-Boca Chica |

## Autovía del Este

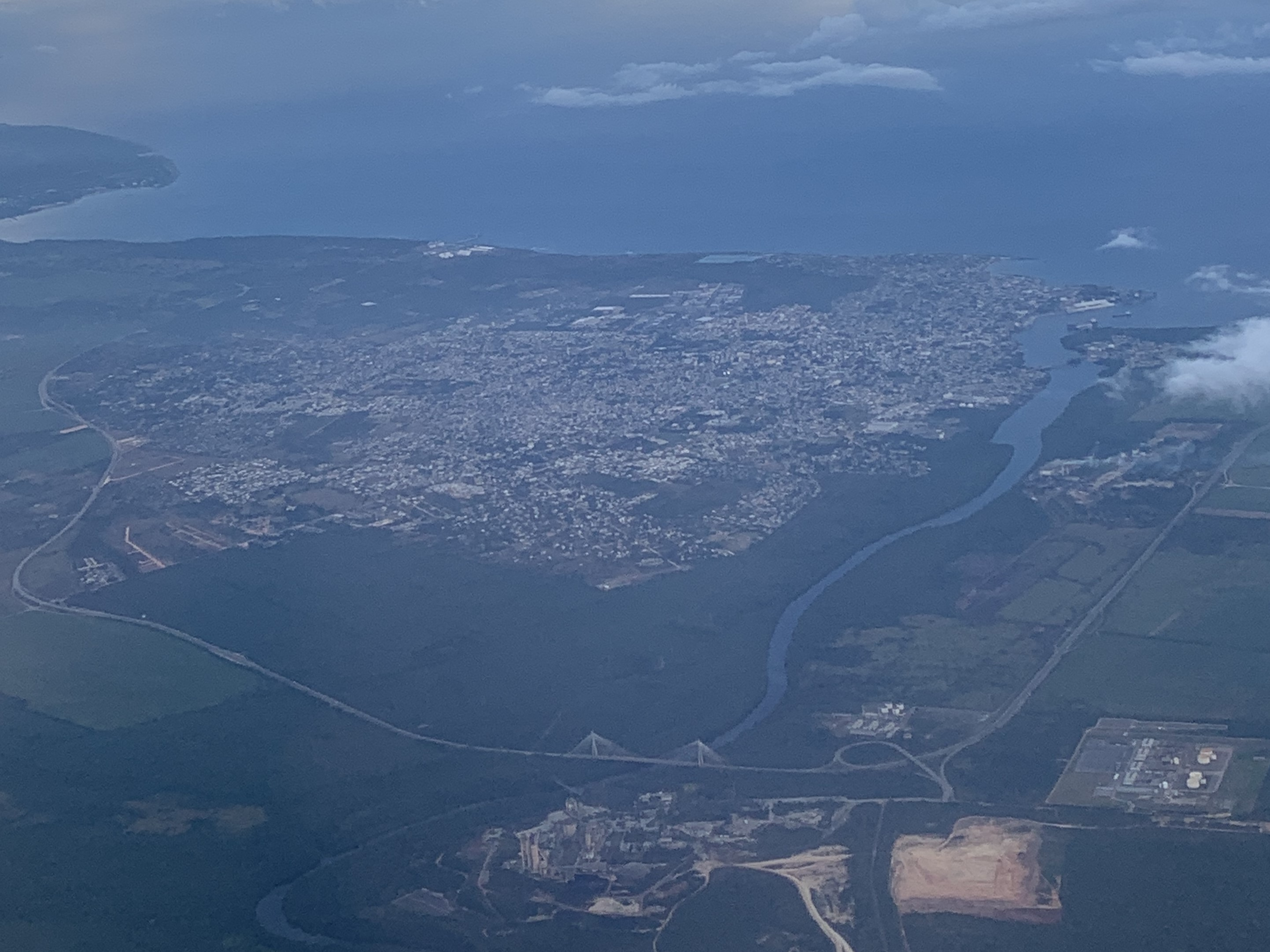
Circunvalación de San Pedro de Macorís vista desde el noroeste

A partir de Boca Chica se convierte en la autovía del Este, conectando este municipio con Guayacanes, Juan Dolio, San Pedro de Macorís, Villa Hermosa y La Romana. Según fuentes del Fideicomiso RD Vial que sitúan el peaje de La Romana en el km 8 de la autovía, esta ruta iniciaría frente al Aeropuerto Internacional de La Romana y se dirigiría al oeste a través de las circunvalaciones de La Romana (km 6.5-16.5) y de San Pedro de Macorís (km 39-56). En total recorrería unos 88 km.
| Municipio o Distrito | km   | Conexión o Salida                                                 |
| -------------------- | ---- | ----------------------------------------------------------------- |
| La Romana            | 0    | salida al Aeropuerto Internacional de La Romana                   |
| La Romana            | 3    | carretera La Romana-Higüey                                        |
| La Romana            | 6.5  | salida a La Romana y RD-101                                       |
| La Romana            | 8    | peaje La Romana                                                   |
| Villa Hermosa        | 12   | salida a Villa Hermosa                                            |
| Villa Hermosa        | 16.5 | salida a La Romana por Av. Juan Bosch                             |
| Ramón Santana        | 28.5 | salida a Cueva de Las Maravillas                                  |
| San Pedro de Macorís | 39   | salida a San Pedro de Macorís por Av. Luis Amiama Tió             |
| San Pedro de Macorís | 43   | salida a San Pedro de Macorís por Av. Mauricia Báez y RD-102      |
| San Pedro de Macorís | 47   | RD-4                                                              |
| San Pedro de Macorís | 50   | puente Higuamo                                                    |
| San Pedro de Macorís | 51   | RD-4                                                              |
| San Pedro de Macorís | 52.2 | salida a Compañía de Electricidad San Pedro de Macorís            |
| San Pedro de Macorís | 54   | salida a Ingenio Cristóbal Colón                                  |
| San Pedro de Macorís | 56   | carretera Santo Domingo-San Pedro de Macorís                      |
| Guayacanes           | 62   | Bulevar Juan Dolio                                                |
| Guayacanes           | 67.2 | salida a Juan Dolio por Los Conucos                               |
| Guayacanes           | 72.4 | RD-78                                                             |
| Guayacanes           | 75   | Bulevar Juan Dolio                                                |
| Boca Chica           | 88   | salida a Boca Chica por calle Duarte y carretera Jubey-Boca Chica |

## Autopista del Coral
Después de pasar La Romana, se denomina autopista del Coral, que conecta con la zona de Bávaro y Punta Cana, así como con la vía RD-4 hacia Higüey y San Rafael del Yuma. Cuenta con dos peajes, llamados Coral 1 y Coral 2, que, según los datos del Fideicomiso RD Vial, estarían ubicados en el km 18 y en el km 52 respectivamente, aunque mediciones satelitales contradicen estos datos.

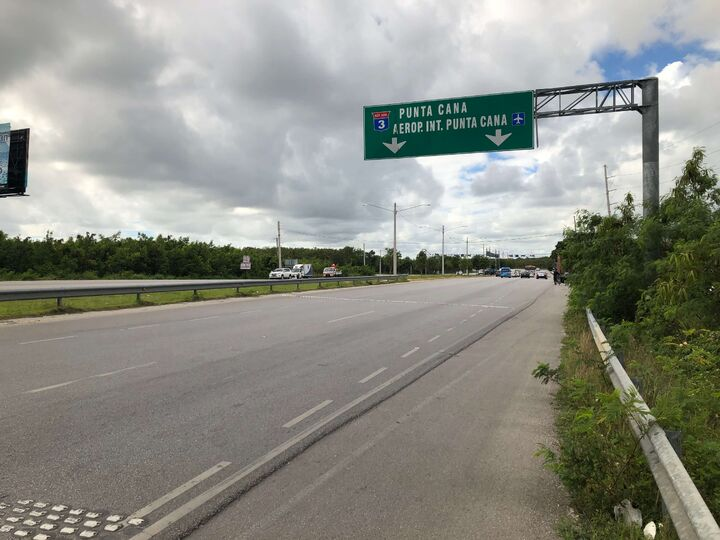
Vía RD-3 en dirección al Aeropuerto de Punta Cana

Iniciaría su recorrido en el mismo punto que la autovía del Este, frente al Aeropuerto Internacional de La Romana, y terminaría en las proximidades del Aeropuerto Internacional de Punta Cana, aunque continúa la vía RD-3 como el Boulevard Turístico del Este. La autopista fue inaugurada en 2012.
| Municipio o Distrito | km   | Conexión o Salida                                             |
| -------------------- | ---- | ------------------------------------------------------------- |
| La Romana            | 0    | salida al Aeropuerto Internacional de La Romana               |
| Bayahibe             | 5    | salida a La Estancia Golf Course y carretera La Romana-Higüey |
| Bayahibe             | 8    | salida a Bayahibe                                             |
| San Rafael del Yuma  | 15   | peaje Coral 1                                                 |
| Higüey               | 23   | salida a Batey Magdalena y El Mameyito                        |
| Higüey               | 30.5 | RD-4, salida a Higüey y San Rafael del Yuma                   |
| La Otra Banda        | 55   | peaje Coral 2                                                 |
| Verón-Punta Cana     | 63   | salida a Verón                                                |
| Verón-Punta Cana     | 66   | RD-105 y carretera Aeropuerto de Punta Cana                   |